# 残念な夫。 サウンドトラック
『残念な夫。 サウンドトラック』（ざんねんなおっと。 サウンドトラック）は、フジテレビ系テレビドラマ『残念な夫。』のサウンドトラックであり、ユニコーンのアルバムである。『残念な夫。』主題歌「はいYES!」ほか、劇中で使用されたユニコーンの楽曲で構成されている。マスタリングはテッド・ジェンセンによるもの。2015年3月18日発売。

## 収録内容

### CD
1. はいYES!
2. トキメキーノ
3. We are All Right
4. 晴天ナリ
5. ゆめみら
6. 頼みたいぜ
7. HELLO
8. AUTUMN LEAVES
9. ひまわり
10. 薔薇と憂鬱
11. 幸福
12. PTA〜光のネットワーク〜
13. 自転車泥棒
14. 人生は上々だ
15. パパは金持ち
16. おかしな2人
17. 服部
18. ペケペケ

### DVD
1. はいYES! 馬カーリングver.
2. はいYES! Music Crip